# Heart to Mouth
| Recensione        | Giudizio |
| ----------------- | -------- |
| Irish Independent | 8/10     |

Heart to Mouth è il quinto album in studio della cantautrice statunitense LP, pubblicato il 7 dicembre 2018.

## Tracce
1. Dreamcatcher – 3:15 (Ben Romans, Mike Del Rio, LP, Chris Loco)
2. When I'm Over You – 4:26 (Nate Campany, Mike Del Rio, LP)
3. One Night in the Sun – 4:24 (Josh Record, LP, Mike Del Rio, Nate Campany)
4. Girls Go Wild – 3:43 (LP, Nate Campany, Mike Del Rio)
5. Recovery – 3:54 (Mike Del Rio, Chris Braide, LP)
6. The Power – 4:38 (Nate Campany, Mike Del Rio, LP)
7. Dreamer – 3:25 (Donna Missal, Jayson DeZuzio, LP)
8. House on Fire – 3:01 (Smarter Child, Mika, LP, Micah Premnath)
9. Hey Nice to Know Ya – 3:24 (Joshua Kamen, Pat Morrissey, LP)
10. Die for Your Love – 3:39 (Robopop, Mike Del Rio, Nate Campany, LP)
11. Shaken – 3:45 (Fred Again, Tristan Landymore, LP)
12. Special – 4:21 (Joshua Ostrander, LP, Mike Del Rio)

## Classifiche
| Classifica (2019) | Posizione massima |
| ----------------- | ----------------- |
| Belgio (Fiandre)  | 147               |
| Belgio (Vallonia) | 34                |
| Canada            | 66                |
| Francia           | 48                |
| Italia            | 29                |
| Lettonia          | 13                |
| Polonia           | 6                 |
| Repubblica Ceca   | 6                 |
| Slovacchia        | 47                |
| Spagna            | 62                |
| Svizzera          | 22                |